# Gullaug
Gullaug este o localitate din comuna Lier, provincia Buskerud, Norvegia.